# 中佬唔易做
《中佬唔易做》（英語：Midlife Crisis），是由香港電視娛樂有限公司製作的真人騷節目。節目由2020年6月4日至6月19日止，逢星期一至五22:30至23:00，於ViuTV首播。節目邀請六位中年男藝人 — 麥長青、張松枝、古明華、敖嘉年、袁富華、艾威，紀錄他們投身另一個行業時遇到什麼困難。
六位男藝人中，除袁富華外，其餘五位都是前無綫電視男藝員。

## 每集一覽
| 集數 | 播映日期 | 主題               | 演出者（體驗的工作）                                           | 測試專員（測試目標）                 |
| 1    | 6月4日   | 麥包松枝踏出第一步 | 麥長青（GOGOX - 速遞員 / 貨車司機） 張松枝（NowTV - 營業代表） | 不適用                               |
| 2    | 6月5日   | 新工遇挫折         | 麥長青（GOGOX - 速遞員 / 貨車司機） 張松枝（NowTV - 營業代表） | 不適用                               |
| 3    | 6月8日   | 自信心動搖         | 麥長青（GOGOX - 速遞員 / 貨車司機） 張松枝（NowTV - 營業代表） | 不適用                               |
| 4    | 6月9日   | 轉職後有感         | 麥長青（GOGOX - 速遞員 / 貨車司機） 張松枝（NowTV - 營業代表） | 陳湛文（麥長青、張松枝）             |
| 5    | 6月10日  | 轉工初體驗         | 古明華（實惠 - 售貨員） 敖嘉年（Uber Eats - 外賣速遞員）       | 譚凱倫（敖嘉年）                     |
| 6    | 6月11日  | 新工屢遇挑戰       | 古明華（實惠 - 售貨員） 敖嘉年（Uber Eats - 外賣速遞員）       | 譚凱倫（敖嘉年）、英健朗（古明華）   |
| 7    | 6月12日  | 天公不造美         | 古明華（實惠 - 售貨員） 敖嘉年（Uber Eats - 外賣速遞員）       | 不適用                               |
| 8    | 6月15日  | 對工作有新領會     | 古明華（實惠 - 售貨員） 敖嘉年（Uber Eats - 外賣速遞員）       | 陳郁憲、Grace（古明華）              |
| 9    | 6月16日  | 人生第一次轉工     | 袁富華（王牌冰廳 - 雜工） 艾威（Shell - 油站服務員）           | 不適用                               |
| 10   | 6月17日  | 被陌生環境考起     | 袁富華（王牌冰廳 - 雜工） 艾威（Shell - 油站服務員）           | Cheri（艾威） Moley、Lavin（袁富華） |
| 11   | 6月18日  | 屢敗屢試獲得誇獎   | 袁富華（王牌冰廳 - 雜工） 艾威（Shell - 油站服務員）           | 不適用                               |
| 12   | 6月19日  | 最後考驗大成功     | 袁富華（王牌冰廳 - 雜工） 艾威（Shell - 油站服務員）           | 陳郁憲（艾威）                       |

## 記事
- 2020年6月1日，六位節目主持人出席記者招待會見傳媒。[4][5][6][7]

## 外部連結
- ViuTV：中佬唔易做（页面存档备份，存于）

## 電視節目的變遷
| 香港 ViuTV 星期一至五 22:30－23:00                                                                              | 香港 ViuTV 星期一至五 22:30－23:00                  | 香港 ViuTV 星期一至五 22:30－23:00                     |
| --- | --------------------------------------------------- | ------------------------------------------------------ |
| | 中佬唔易做 （2020年6月4日－2020年6月19日）          |                                                        |
| 萬遊攻略 （2020年5月18日－2020年6月3日）                                                                        | 靠把口搵食 （2020年6月22日－2020年7月3日）          |                                                        |
| 香港 ViuTV 星期二至六（星期一至五深夜）00:00－00:30                                                             |                                                     |                                                        |
| 索女人妻ichi烹（重播） （2023年1月10日－2023年1月21日）Chill Club 推介（重播） （2023年1月24日－2023年1月26日） | 中佬唔易做（重播） （2023年1月27日－2023年2月11日） | 花姐ERROR遊 2（重播） （2023年2月14日－2023年3月11日） |